# Bjorn Steinbach
Bjorn Jorg Walter Steinbach (* 20. Oktober 1985 in Südafrika) ist ein südafrikanischer Schauspieler.

## Leben
Steinbach stammt aus Port Elizabeth. Er absolvierte die Gray High School im Jahr 2002 und besuchte anschließend ab 2003 die Universität Kapstadt um Psychologie zu studieren. 2005 brach er das Studium ab und lernte ab 2006 in City Varsity das Schauspiel. Er debütierte 2008 als Schauspieler im Kurzfilm Small Killing. Im selben Jahr war er in insgesamt sieben Episoden der Fernsehserie Generation Kill in der Rolle des Cpl. Michael Stinetorf zu sehen. 2009 folgte eine Nebenrolle in Invictus – Unbezwungen, 2010 eine Nebenrolle im Fernsehfilm Lost Future – Kampf um die Zukunft an der Seite von Sean Bean und Corey Sevier. In den nächsten Jahren wirkte er in einer Reihe von südafrikanischen Film- und Fernsehproduktionen mit, war aber auch an internationalen Produktionen beteiligt. So war er 2017 in einer Episode der US-amerikanischen Fernsehserie Blood Drive zu sehen.

## Filmografie
- 2008: Small Killing (Kurzfilm)
- 2008: Generation Kill (Mini-Serie, 7 Episoden)
- 2009: Natalee Holloway (Fernsehfilm)
- 2009: Invictus – Unbezwungen
- 2010: Lost Future – Kampf um die Zukunft (The Lost Future) (Fernsehfilm)
- 2010: Karoo (Kurzfilm)
- 2011: Atlantis – Das Ende einer Welt (Atlantis: End of a World, Birth of a Legend) (Fernsehfilm)
- 2012: Casting Me...
- 2012: Heartbeat (Kurzfilm)
- 2014: Impunity
- 2015: The Book of Negroes (Mini-Serie, Episode 1x03)
- 2015: Saints & Strangers (Mini-Serie, Episode 1x01)
- 2016: No Man Left Behind (Mini-Serie, Episode 1x01)
- 2016: Infidel (Kurzfilm)
- 2017: Blood Drive (Fernsehserie, Episode 1x01)
- 2017: Du lebst noch 24 Stunden (24 Hours to Live)
- 2017: Tali's Wedding Diary (Fernsehserie, Episode 1x04)
- 2017: Searchers (Fernsehfilm)
- 2017: Dancing with Faith (Kurzfilm)
- 2018: The Sound (Kurzfilm)
- 2019: Inside Man: Most Wanted
- 2020: Vagrant Queen (Fernsehserie, Episode 1x07)
- 2020: Black Beauty
- 2021: MariTeam (Fernsehserie, Episode 1x01)